# Robert Jan Westdijk
 (octobre 2018).
Robert Jan Westdijk, né le 2 novembre 1964 à Utrecht, est un réalisateur et scénariste néerlandais.

## Filmographie
- 1995 : Petite Sœur[2]
- 1998 : Siberia[3]
- 2003 : Phileine Says Sorry[4]
- 2008 : In Real Life[5]
- 2010 : De eetclub[6]
- 2016 : Waterboys[7]